# 福岡県道761号本村田川線
福岡県道761号本村田川線（ふくおかけんどう761ごう もとむらたがわせん）は、福岡県久留米市を通る一般県道である。

## 概要
久留米市三潴町西牟田から同町田川へ至る。
ほぼ全区間で幅員がせいぜい1.5車線程度の狭路で、とりわけ三潴町田川の区間は1車線しかない道路がほとんどでしかも踏切があり、非常に走りづらい。

### 路線データ
- 起点：福岡県久留米市三潴町西牟田（佐賀県道・福岡県道15号佐賀八女線交点）
- 終点：福岡県久留米市三潴町田川（福岡県道23号久留米柳川線交点）

## 路線状況

### 重複区間
- 福岡県道84号三潴上陽線・福岡県道759号壱丁原白口線（久留米市三潴町田川）

## 地理

### 通過する自治体
- 久留米市

### 交差する道路
| 交差する道路                                                               | 交差する場所 | 交差する場所 |
| -------------------------------------------------------------------------- | ------------ | ------------ |
| 佐賀県道・福岡県道15号佐賀八女線                                           | 三潴町西牟田 | 起点         |
| 福岡県道84号三潴上陽線 重複区間起点 福岡県道759号壱丁原白口線 重複区間起点 | 三潴町田川   |              |
| 福岡県道84号三潴上陽線 重複区間終点 福岡県道759号壱丁原白口線 重複区間終点 | 三潴町田川   |              |
| 福岡県道23号久留米柳川線                                                   | 三潴町田川   | 終点         |

### 交差する鉄道
- 西鉄天神大牟田線

### 沿線
- 西鉄天神大牟田線 三潴駅